# 유민지
유민지(1996년 3월 20일 ~ )는 대한민국의 가수이다.

## 학력
- 웅상여자중학교 졸업
- 웅상고등학교 졸업
- 동덕여자대학교 실용음악학과

## 음반
- 2010년 아가 / 사랑하게 될 거야
- 2010년 Modern Trot Of You Min Ji
- 2011년 유민지 리메이크
- 2012년 New 뽕짝아가씨
- 2014년 New 뽕짝아가씨 3, 4
- 2015년 아이참
- 2018년 사랑의 보쌈

## 방송
- 2010년 SBS 《놀라운 대회 스타킹》
- 2012년 TvN 《코리아 갓 탤런트 2》 - 참가자
- 2014년 엠넷 《트로트 엑스》 - Top24(20위)
- 2016년 KBS1 《아침마당》
- 2019년 TV조선 《내일은 미스트롯》
- 2022년  JTBC 《히든싱어》 시즌7 - 모창 능력자 (1회)
- 2023년 MBN 《현역가왕》

## 수상
- 2009년 WBC 실버TV 전국 나눔노래자랑 대상 수상
- 2010년 MBC 표준FM 싱글벙글쇼 싱벙스타 선발대회 1기 대상 수상